# Gare de Lucé
La gare de Lucé est une gare ferroviaire française de la ligne de Chartres à Bordeaux-Saint-Jean. Elle est située sur le territoire de la commune de Lucé, dans le département d'Eure-et-Loir, en région Centre-Val de Loire.
C'est une halte voyageurs de la Société nationale des chemins de fer français (SNCF) desservie par les trains du réseau TER Centre-Val de Loire qui effectuent des missions entre Chartres et Brou ou Courtalain - Saint-Pellerin.

## Situation ferroviaire
Établie à 157 mètres d'altitude, la gare de Lucé est située au point kilométrique partiel (PK) 2,693 de la ligne de Chartres à Bordeaux-Saint-Jean (PK 89,830 depuis Paris Montparnasse), entre les gares de Chartres et de La Taye.

## Histoire
En 2023 et durant les quatre années précédentes, la fréquentation annuelle de la gare s'élève, selon les estimations de la SNCF, aux nombres indiqués dans le tableau ci-dessous.
| Année           | 2023   | 2022   | 2021   | 2020   | 2019   | 2018   | 2017   | 2016   | 2015   |
| --------------- | ------ | ------ | ------ | ------ | ------ | ------ | ------ | ------ | ------ |
| Voyageurs seuls | 11 847 | 16 305 | 14 457 | 12 514 | 20 486 | 23 380 | 25 277 | 23 957 | 25 563 |

## Service des voyageurs

### Accueil
Halte SNCF, c'est un point d'arrêt non géré (PANG) à entrée libre.

### Desserte
Lucé est desservie par des trains TER Centre-Val de Loire qui effectuent des missions entre Chartres et Brou ou Courtallain - Saint-Pellerin.

### Intermodalité
Un parc pour les vélos est aménagé.

## Service des marchandises
Cette gare est ouverte au trafic du fret ferroviaire.